# Hassegau

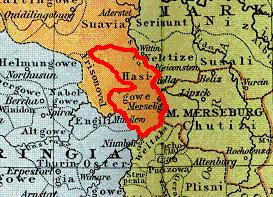
L'Hassegau e l'area circostante intorno al 1000

L'Hassegau (anche Hassago, Hosgau) è l'area compresa tra le città di Mansfeld, Naumburg, Halle e Wettin e apparteneva al territorio missionario dell'abbazia di Hersfeld.
La più volte sostenuta derivazione del nome dall'Hoohseoburg (Hocseburg, Ocsioburg) più volte citato a metà dell'VIII secolo, che per lungo tempo è stato associato al castello di Seeburg sul lago Süßen in Hassegau, è molto improbabile, tanto più che, secondo ricerche storiografiche più recenti, quel complesso è più probabilmente localizzato presso l'Hünenburg bei Watenstedt sull'Heeseberg.
L'Hassegau settentrionale divenne il nucleo della contea di Mansfeld.
Il 26 settembre 949, su richiesta del fratello Enrico e del conte Eccardo, il re Ottone I concesse una parte dei suoi beni nell'Hassegau, situato al confine con la diocesi di Merseburgo nella contea di Theti, al suo vassallo Hohstein e a sua moglie Chintodruf per tutta la vita, a condizione che tornassero alla famiglia reale.

## Conti di Hassegau
- Burcardo III, conte di Hassegau (Wettin);
- Dedi I († 14 marzo 957), suo figlio, conte di Hassegau dal 949;
- Sigfrido, conte di Hassegau dal 961 al 980;
- Burcardo (IV), figlio di Dedi I, conte di Hassegau e Liesgau (⚔ 13 luglio 982 a Cotrone nella battaglia di Capo Colonna);
- Dedi II, fratello del precedente, conte di Hassegau (⚔ 14 luglio 982 a Cotrone nella battaglia di Capo Colonna);
- Ricberto, zio paterno di Bruno di Querfurt, conte di Hassegau fino al 1009;
- Burcardo I di Goseck († 3 novembre 1017), conte palatino di Sassonia, conte di Goseck, conte di Hassegau dal 991 alla morte;
- Ermanno I († 1038), nipote di Gunzelino di Kuckenburg, dal 1007 conte a Bautzen, dal 1009 margravio di Meißen, dal 1028 conte di Hassegau e nel Gau Chutizi (Eccardingi) ∞ estate 1002, Regelinda (989-dopo il 21 marzo 1016), figlia di Boleslao I Chrobry, dal 992 principe di Polonia e dal 1025 re di Polonia (Piast);
- Teodorico I († assassinato il 19 novembre 1034), 1017 conte a Eilenburg, dal 1021 conte di Hassegau, margravio di Lusazia ∞ Matilde, sorella del margravio Eccardo I di Meißen;
- Sigfrido († 1038), conte di Hassegau e Meneberg, nipote di Burcardo (IV);
- Federico I di Goseck († 1042), conte palatino di Sassonia, conte di Goseck, conte di Merseburgo, conte di Hassegau;
- Hoyer di Mansfeld, conte di Hassegau, citato per nome nel 1050 come primo della stirpe dei Mansfeld, presumibilmente genero di Sigfrido.

## Località di Hassegau (selezione)
1. Bisiniburg (Bösenburg am Fleischbach)
2. Porkesdorp (Burgsdorf am Fleischbach)
3. Nifhusan (Neehausen a nord del lago Süßen)
4. Salzigunmunda (Salzmunde)
5. Seoburk (Seeburg)
6. Vurmaresleba (Wormsleben sul lago Süßen)[1]
7. Helpidi (Helfta)
8. Cloboco (Klobikau)